# Anatoli Bannik
Anatoli Aleksandrovitch Bannik est un joueur d'échecs soviétique, puis ukrainien et allemand né le 7 décembre 1921 dans l'oblast de Soumy et mort le 19 janvier 2013. Il fut cinq fois champion d'Ukraine et se qualifia à sept finales du championnat d'URSS.

## Biographie et carrière
Bannik fut l'ami et un rival de David Bronstein (de trois ans son cadet) dans sa jeunesse. Après la Seconde Guerre mondiale, il remporta le championnat d'Ukraine en 1945, 1946 (devant Lev Aronine et Efim Geller), 1951, 1955 et 1964. En 1960, il remporta la demi-finale du championnat d'Ukraine à Kiev devant Leonid Stein. Bannik disputa la finale du championnat d'URSS sept fois : en 1954, 1956, 1957, 1958 (tournoi zonal), 1961 (tournoi zonal), 1962 et 1964-1965. Son meilleur résultat fut une septième-huitième place obtenue en 1962 (avec 10,5 points sur 19).
En 1949, il finit quatrième de la demi-finale du championnat d'URSS à Vilnius, avec 11 points sur 17, un demi-point derrière les vainqueurs : Fourman, Mikénas et Alekseï Sokolski. En 1953, il finit troisième de sa demi-finale à Rostov-sur-le-Don. En 1957, il termina troisième, ex æquo avec Boleslavski et Fourman, de sa demi-finale à Kiev, derrière Tigran Petrossian et Efim Geller. En août-septembre 1960, il termina deuxième derrière Boris Spassky de sa demi-finale à Rostov-sur-le-Don, mais finit dernier de la finale à Moscou en janvier 1961 (cette finale était un tournoi zonal qualificatif pour le tournoi interzonal de 1962).
En 1952, 1954 et 1958 Bannik joua au deuxième échiquier de l'équipe d'Ukraine lors des championnats d'URSS par équipes. En 1955, il joua au premier échiquier.
En club, Bannik remporta le championnat du Spartak à Minsk en 1961 (devant Loutikov, Souétine, Fourman, Lilienthal et Simaguine) et en 1962 (devant A. Zaïtsev, Souétine, Kholmov et Estrine) et le championnat du club Naouka à Odessa en 1945
Les seules compétitions internationales qu'il disputa à l'époque soviétique furent les matchs URSS - Bulgarie à Kiev en 1962 et URSS - Yougoslavie à Rijeka en 1963.
En 1981, il finit premier, ex æquo avec Bronstein, du tournoi national de vétérans de Erevan, devant Antochine et Illivitski.
Bannik passa la fin de sa vie en Allemagne, participant à des tournois par équipes (en 2000, il marqua 7 points sur 9 lors d'un tournoi) et était inscrit auprès de la fédération allemande.